# Хлебниково (Тамбовская область)
Хлебниково — село в Сосновском районе Тамбовской области России. Входит в состав Отъясского сельсовета.

## География
Хлебниково расположено в пределах Окско-Донской равнины, вблизи реки Челновая и административной границы с Моршанским районом. С востока проходит автодорога 68Н-040 Тамбов — Шацк.
Климат
Хлебниково находится, как и весь район, в умеренном климатическом поясе, и входит в состав континентальной климатической области Восточно-Европейской равнины. В среднем в год выпадает от 350 до 450 мм осадков. Весной, летом и осенью преобладают западные и южные ветра, зимой — северные и северо-восточные. Средняя скорость ветра 4-5 м/с.

## История
Деревня Симонов Угол (Хлебниково) церковного прихода села Иверское впервые упоминается в окладных книгах 1702 года.
В селе Хлебниково было барское имение. В документах 1811 года записано: «Тамбовской губернии Моршанского уезда сельцо Симонова угла, Хлебникова тож. Надворного советника Михаила Ларионовича Огарева…».
Согласно Закону Тамбовской области от 17 сентября 2004 года № 232-З село включено в состав образованного муниципального образования Отъясский сельсовет.

## Население
| 2010 |
| ---- |
| 108  |

## Инфраструктура
По состоянию на 1966 год в селе находилась начальная школа.

## Транспорт
Автобусное сообщение с Мокшанском.
Остановка общественного транспорта «Хлебниково»